# Rae Bareli

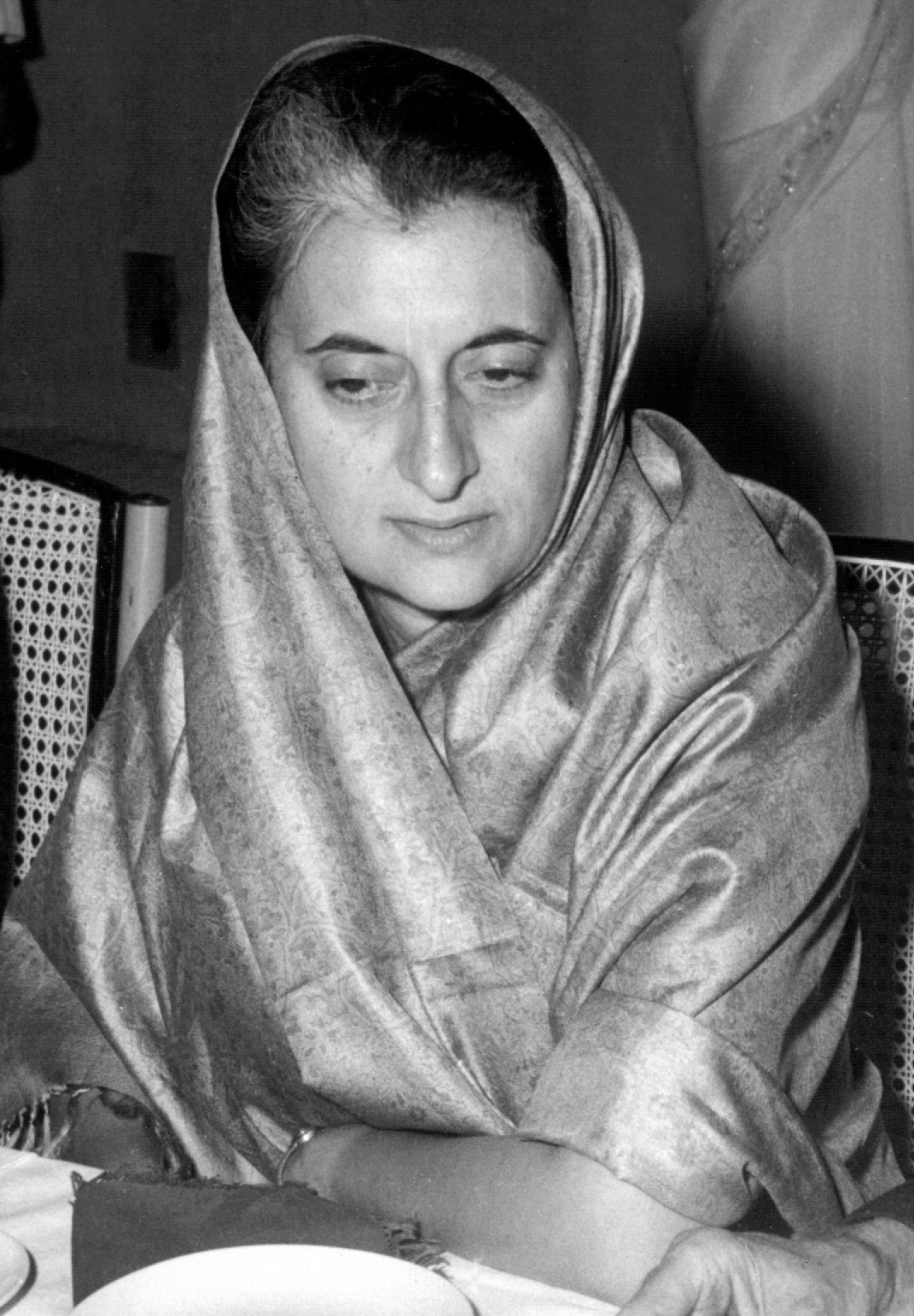
Indira Gandhi

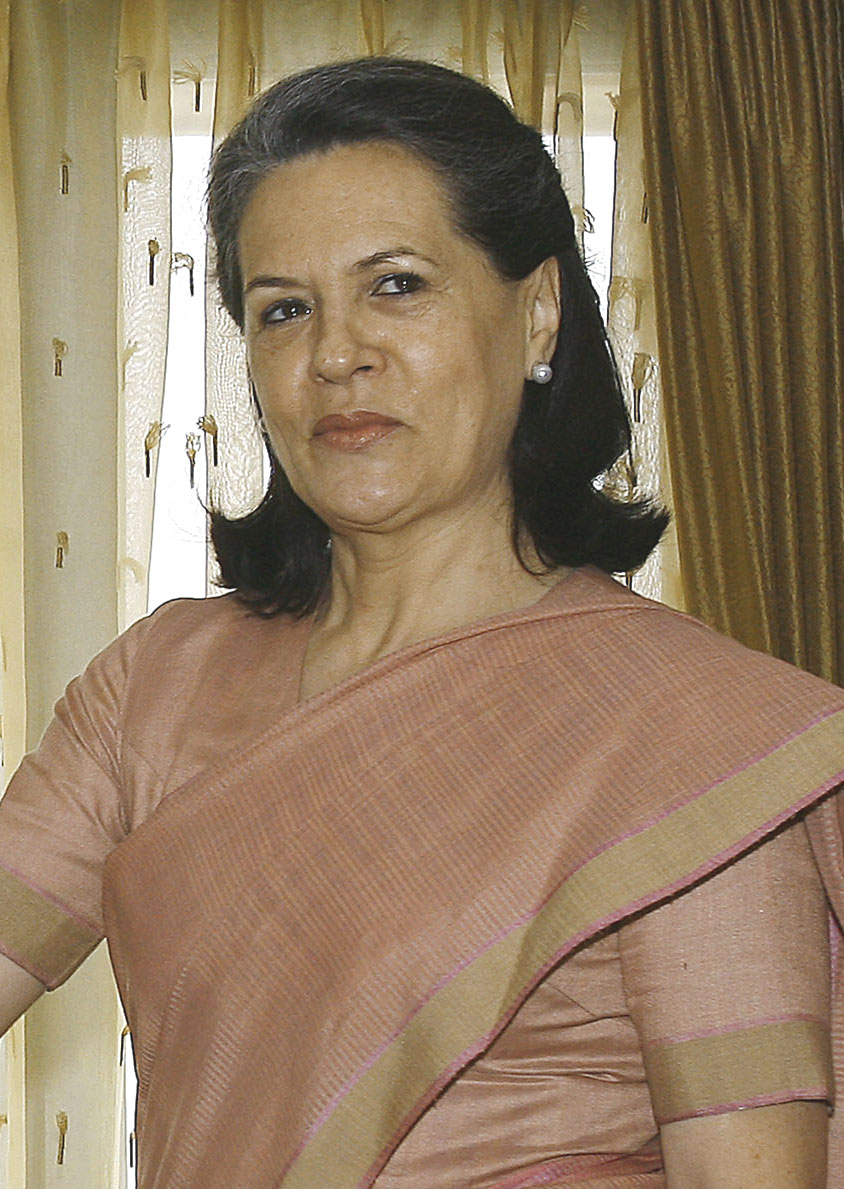
Sonia Rajiv Gandhi

Rae Bareli o Rai Bareli o Raebareli o Rai Bareilly (hindi: रायबरेली, urdú: رائے بریلی) és una ciutat i municipalitat de l'estat d'Uttar Pradesh, capital del districte de Rai Bareli, situada a la riba del riu Sai a 82 km al sud-oest de Lucknow. Destacada a la ciutat la seva fortalesa erigida el 1403, la tomba del nawab Jahan Khan (que era governador en temps de Shah Jahan i fou el fundador del suburbi de Jahanabad), i quatre mesquites. La població segons el cens de 2001 era de 169.285 habitants. El 1881 tenia 11.781 habitants i el 1901 eren 15.880, sempre incloent el suburbi de Jahanabad.

## Història
La tradició diu que fou fundada pels bhars i coneguda com a Bharauli o Barauli canviat més tard per deformació a Bareli. Fou conquerida pel sultanat de Jaunpur vers el 1403 i administrada en feu per Shaykhs i Sayyids. Ibrahim Shah Sharki (1401-1440) va reforçar la fortalesa. Husayn Shah Sharki (1458-1483) li va donar el nom de Husainabad (o Husaynabad) que no va arrelar.. El prefix Rae o Rai és el títol habituals dels kayasths que foren senyors de la ciutat per un considerable període. El 1858 fou escollida com a capital del districte que va agafar el seu nom. El 1867 es va crear la municipalitat. Fou la base del poder polític de la família Nehru-Gandhi. Hi fou elegit com a diputat el gendre de Jawaharlal Nehru, Feroze Gandhi; a la mort d'aquest el 1960 la seva esposa (filla de Nehru) Indira Gandhi, fou escollida el 1967. El 1977 l'elecció d'Indira per aquest districte fou revocada pels tribunals per utilitzar la maquinària de l'estat per la seva elecció. Després de la mort d'Indira el 1984 cap més membre de la família es va presentar fins a 2004 quan Sonia Gandhi, la vídua de Rajiv Gandhi (fill d'Indira) hi fou elegida amb gran majoria. A les eleccions de l'estat d'Uttar Pradesh el 2007 la seva filla, Priyanka Gandhi, va ser decisiva per obtenir majoria del partit en aquest districte; el 2009 Sonia va renovar el seu escó.